# Darja Wladimirowna Malejewa
Darja Wladimirowna Malejewa (russisch Дарья Владимировна Малеева; * 1. Juni 1995) ist eine russische Naturbahnrodlerin. Sie nahm in der Saison 2011/2012 erstmals an Weltcuprennen teil.

## Karriere
Ihren ersten internationalen Einsatz hatte Malejewa bei der Junioreneuropameisterschaft 2011 in Laas, wo sie Zehnte wurde. Zwei Wochen zuvor war sie bereits für ein Weltcuprennen in Kindberg gemeldet, bei dem sie aber nicht startete. Ihren Einstieg in den Weltcup hatte Malejewa dann zu Beginn der Saison 2011/2012. Nachdem sie sich beim Saisonauftakt in Latzfons nicht für das eigentliche Weltcuprennen qualifiziert hatte, sondern im erstmals ausgetragenen Nationencup starten musste, belegte sie eine Woche später in Olang als Zwölfte einen Platz im Mittelfeld. Mit diesen beiden Rennen wurde sie 25. im Gesamtweltcup. Bei der Juniorenweltmeisterschaft 2012 in Latsch erzielte sie Rang fünf.

## Erfolge

### Juniorenweltmeisterschaften
- Latsch 2012: 5. Einsitzer

### Junioreneuropameisterschaften
- Laas 2011: 10. Einsitzer

### Weltcup
- 1 Platzierung unter den besten 15